# Крекінг-установка у Мюнксмюнстері
Крекінг-установка у Мюнксмюнстері — підприємство нафтохімічної промисловості на південному сході Німеччини у землі Баварія, за сімдесят кілометрів на північ від Мюнхену.
В 1972 році у Мюнксмюнстері ввели в експлуатацію установку парового крекінгу (піролізу), яка з 2006 року належить компанії LyondellBasell (володіє  також цілим рядом подібних виробництв у США – в Корпус-Крісті, Ченнелвью та Ла-Порте). Установка має річну потужність у 320 тисяч тонн етилену, частина якого споживалась тут же лінією полімеризації, яка в грудні 2005 року виявилась виведеною з ладу внаслідок вибуху та пожежі. Первісно планувалось спорудити новий об’єкт потужністю 120 тисяч тонн поліетилену на рік, проте в підсумку у 2010-му запустили лінію з показником 320 тисяч тонн.
Крім того, за допомогою трубопроводу Мюнксмюнстер – Гендорф етилен постачався на завод швейцарської компанії Clariant, який випускає оксид етилену та моноетиленгліколь (220 та 140 тисяч тонн на рік відповідно). Можливо відзначити, що з 2015-го основним постачальником Clariant стала австрійська компанія OMV зі своєї установки парового крекінгу в Бурггаузені. В той же час, після запуску у 2013 році трубопроводу Ethylen-Pipeline Sud (EPS) піролізна установка у Мюнксмюнстері виявилась пов’язаною із західноєвропейською мережею етиленопроводів, що обслуговує численні підприємства нафтохімії.
Установка розрахована на використання різноманітної вуглеводневої сировини – переважно газового бензину (53%), а також бутану, пропану (по 17%) та етану (13%). Як наслідок, вона продукує також 210 тисяч тонн ще одного олефіну – пропілену.